# Sint-Nicolaaskerk (Fryšták)

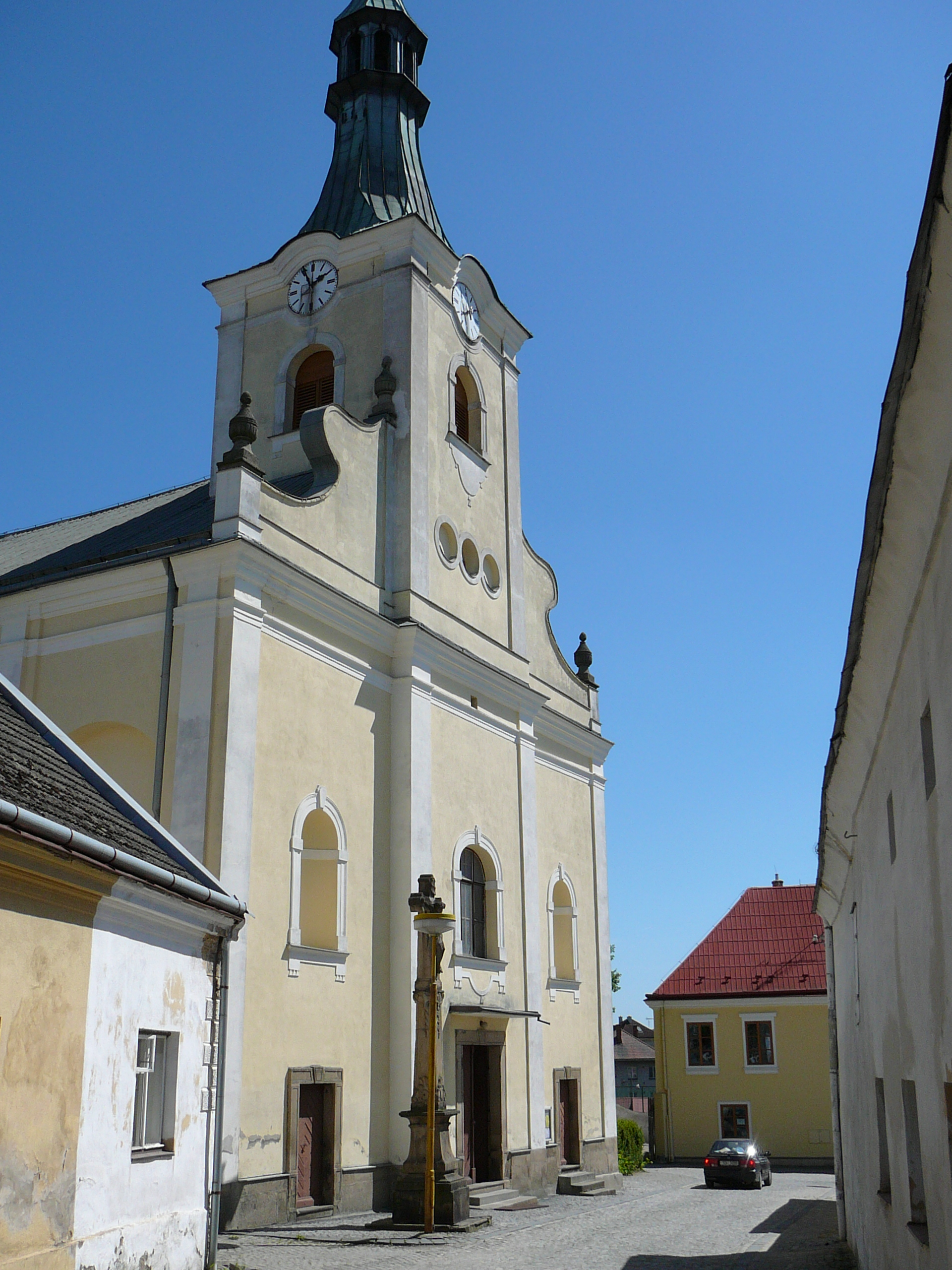
De Sint-Nicolaaskerk in Fryšták.

De Sint-Nicolaaskerk (Tsjechisch: Kostel svatého Mikuláše) is een kerk in de gemeente Fryšták in de Tsjechische regio Zlín. De kerk is gewijd aan de heilige Nicolaas van Myra. De oorsprong van de kerk aan het Náměstí Míru (Vredesplein) ligt in de 14e eeuw. De huidige kerk in barokstijl stamt uit de 18e eeuw. De begraafplaats bij de Sint-Nicolaaskerk werd in 1820 opgericht.